# Ambasada Mauritiusu w Berlinie
Ambasada Mauritiusu w Berlinie – misja dyplomatyczna Republiki Mauritiusu w Republice Federalnej Niemiec.
Ambasador Republiki Mauritiusu w Berlinie oprócz Republiki Federalnej Niemiec akredytowany jest również m.in. w Rzeczypospolitej Polskiej.

## Historia
Mauritius nawiązał stosunki dyplomatyczne z Republiką Federalną Niemiec w listopadzie 1968. 26 kwietnia 2000 otwarto Ambasadę Mauritiusu w Berlinie.